# Лагузин Яр
Лагузин Яр — заповідне урочище, розташоване неподалік від села Ціпки Гадяцького району Полтавської області. Було створене відповідно до Постанови Полтавської облради № 74 від 17 квітня 1992 року.

## Загальні відомості
Землекористувачем є ДП «Гадяцький лісгосп», Краснолуцьке лісництво, квартал 14, площа — 111 гектарів. Розташоване на північ від села Ціпки Гадяцького району.
Урочище створене з метою збереження борових комплексів на боровій терасі річки Псел із багатим рослинним та тваринним світом. Осередок збереження рідкісних видів рослин (3) і тварин (12).